# Bystřice nad Úhlavou
Bystřice nad Úhlavou je část města Nýrsko v okrese Klatovy v Plzeňském kraji. Nachází se na severovýchodě Nýrska. Prochází zde silnice II/192. Je zde evidováno 83 adres. V roce 2011 zde trvale žilo 343 obyvatel.
Bystřice nad Úhlavou je také název katastrálního území o rozloze 4,04 km².

## Historie
První písemná zmínka o vesnici pochází z roku 1339, kdy ji koupil Sezema z Dolan jako součást rozsáhlého statku. V letech 1490–1720 drželi bystžické panství Kocové z Dobrše, kteří je podstatně rozšířili. V polovině 17. století k němu již náleželo městečko Nýrsko a 17 vesnic. Po střídání dalších majitelů získal roku 1839 statek Karel Antonín Bedřich z Hohenzollernu, který podnikl nákladnou přestavbu zámku v novogotickém stylu. Hohenzollernové drželi panství až do roku 1945, kdy jim bylo vyvlastněno.

## Obyvatelstvo
| Rok            | 1869 | 1880 | 1890 | 1900 | 1910 | 1921 | 1930 | 1950 | 1961 | 1970 | 1980 | 1991 | 2001 | 2011 | 2021 |
| -------------- | ---- | ---- | ---- | ---- | ---- | ---- | ---- | ---- | ---- | ---- | ---- | ---- | ---- | ---- | ---- |
| Počet obyvatel | 445  | 503  | 501  | 475  | 452  | 491  | 479  | 431  | 406  | 466  | 466  | 446  | 348  | 343  | 374  |
| Počet domů     | 69   | 72   | 74   | 69   | 70   | 72   | 78   | 77   | 70   | 64   | 57   | 66   | 71   | 80   | 85   |

## Obecní správa
Při sčítání lidu v letech 1850–1975 Bystřice nad Úhlavou byla samostatnou obcí v okrese Klatovy. Od 1. ledna 1976 je částí města Nýrsko v okrese Klatovy. V letech 1961–1975 k obci patřil Starý Láz a od 1. července 1975 do 31. prosince 1975 také Petrovice nad Úhlavou.

## Pamětihodnosti
- Bystřický zámek vznikl postupnými přestavbami gotické tvrze připomínané za dohledu purkrabího Jíry v roce 1378 a znovu jako hrad roku 1444. Dochovanou podobu získal při novogotické úpravě v polovině devatenáctého století.[7]
- Kaple svatého Karla Boromejského - z roku 1859, s barokním oltářem
- Kaple Nejsvětější Trojice - barokní šestiboká stavba s bání z roku 1697, opravena roku 1759, barokní oltář byl před rokem 1977 zničen.[11]
- Dům čp. 21
- Soubor šesti barokních soch světců, na silnici před zámkem

## Osobnosti
- Stanislav z Donína (1840–1917) byl lesním kontrolorem hohenzollernských statků.[12]

## Galerie

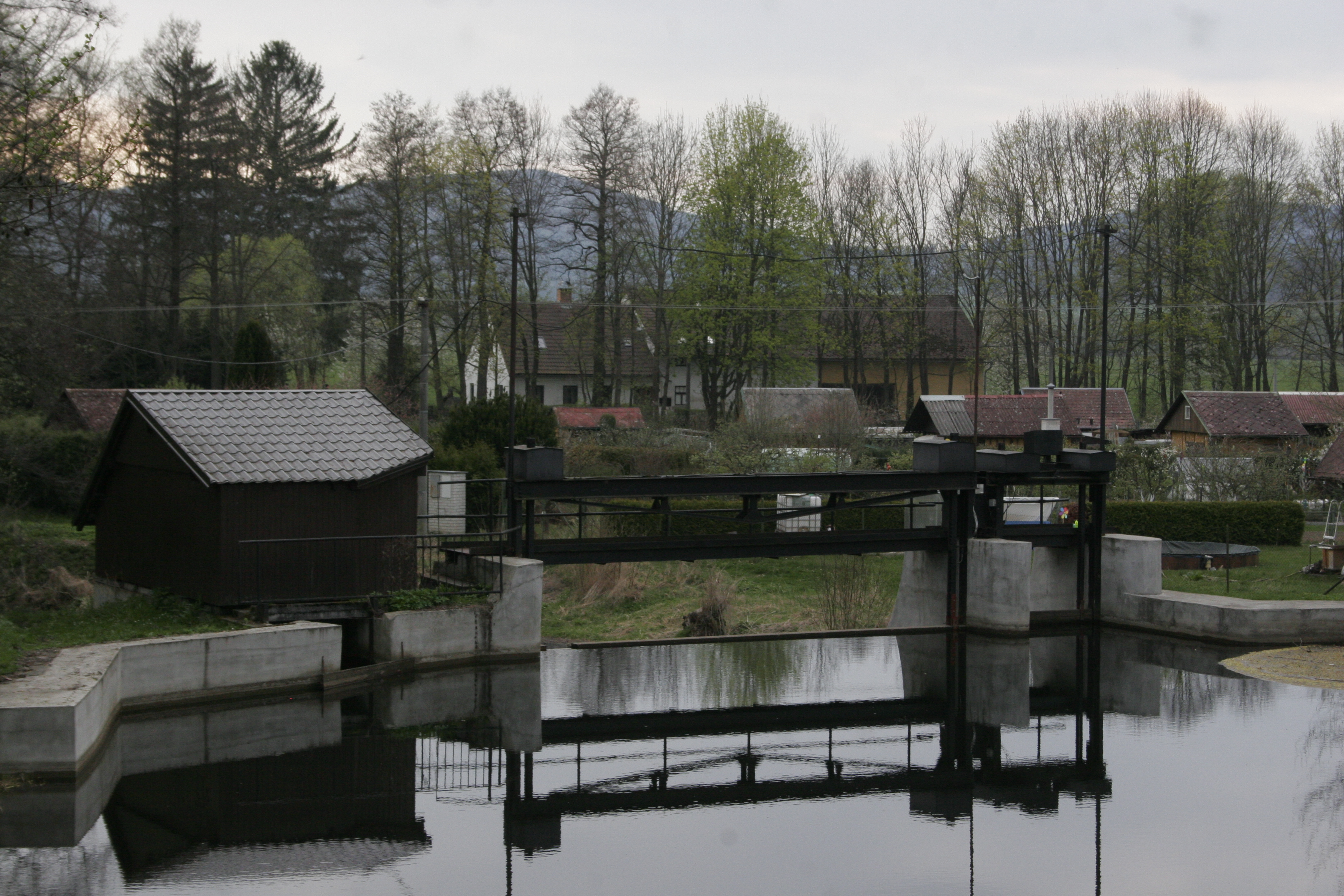
Splav
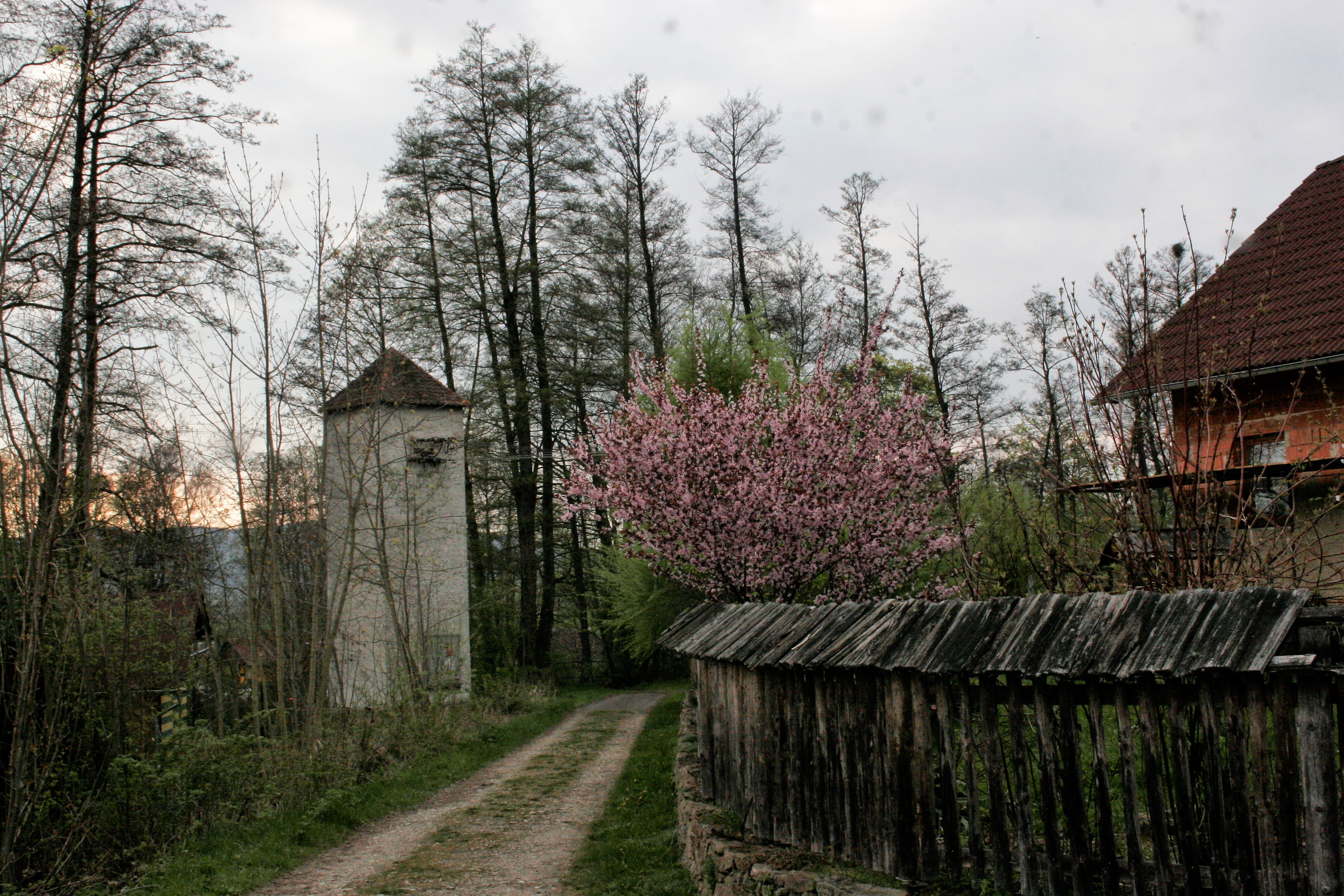
Cesta
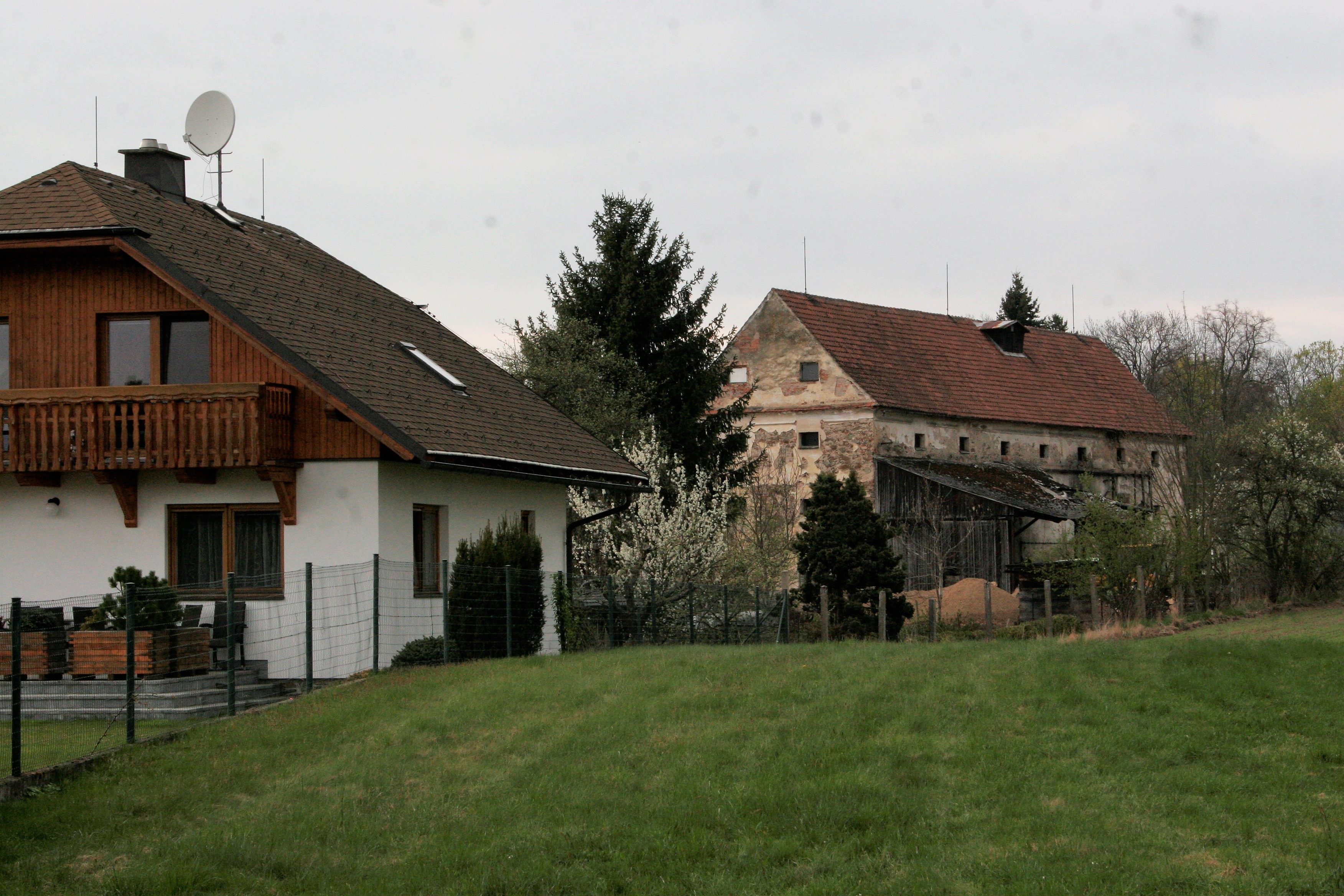
Domy